# توخ مانوک وانک
توخ مانوک وانک (ارمنی: Թուխ Մանուկ վանք؛ انگلیسی: Tukh Manuk) یک صومعه متعلق به کلیسای حواری ارمنی واقع در شهر کاراگلوخ، استان وایوتس‌جور ارمنستان می‌باشد. ساخت و ساز این ساختمان در سده‌های ۱۲-۱۸ام میلادی میلادی؛ به پایان رسید. این بنا به سبک معماری ارمنی طراحی شده است.